# Linia kolejowa nr 566
Linia kolejowa nr 566 – pierwszorzędna, zelektryfikowana, jednotorowa linia kolejowa łącząca rejon SKA z rejonem SKE na stacji Skarżysko-Kamienna
.